# (8169) Mirabeau
(8169) Mirabeau ist ein Asteroid des äußeren Hauptgürtels, der am 2. August 1991 vom belgischen Astronomen Eric Walter Elst am La-Silla-Observatorium (IAU-Code 809) der Europäischen Südsternwarte in Chile entdeckt wurde.
Der Asteroid wurde am 2. April 1999 nach dem französischen Politiker, Physiokraten, Schriftsteller und Publizisten in der Zeit der Aufklärung Honoré Gabriel de Riqueti, comte de Mirabeau (1749–1791) benannt, der sich an der Französischen Revolution beteiligte und bis zu seinem plötzlichen Tod einflussreiche Positionen einnahm.